# Zandgravertje
Het zandgravertje of de zandgraafloopkever (Dyschirius thoracicus) is een keversoort uit de familie van de loopkevers (Carabidae). De wetenschappelijke naam van de soort werd in 1790 gepubliceerd door Pietro Rossi.